# Безсъние
Вижте пояснителната страница за други значения на Безсъние.
Безсънието (също инсомния) е трайно, болестно разстройство на съня и съответно на способността на човешкия организъм да отпочива. Може да е предизвикано от ред причини: страх, стрес, депресия, медикаменти, естествени възбуждащи вещества като кофеина и много други. Други рискови фактори за работата на нощни смени или сънна апнея.
Обикновено, безсънието води след себе си сънливост през деня, отпадналост, раздразнителност и депресивно състояние. Може да доведе до повишен риск от различни инциденти, включително пътнотранспортно произшествие, както и до проблеми с концентрацията и учението. Безсънието може да е краткотрайно (няколко дни или седмици) или дълготрайно (повече от месец). То може да настъпи както независимо, така и в резултат от друг проблем.
Безсънието обикновено се лекува чрез промени в начина на живот и чрез „хигиена на съня“ – лягане по едно и също време, излагане на слънчева светлина, тиха и тъмна стая за спане и редовни физически упражнения. Към това може да се добави и когнитивна поведенческа терапия. Приспивателните лекарства също могат да помогнат, но те често водят до пристрастяване и деменция. Такива не се препоръчват за употреба повече от месец.
Между 10% и 30% от възрастното население изпитва безсъние в даден момент от живота си. Около 6% от хората имат инсомния, която не се дължи на друг проблем и има продължителност повече от един месец. Хората над 65-годишна възраст са по-често засягани от по-младите хора. Жените страдат по-често от безсъние отколкото мъжете. Сведения за безсъние съществуват още от Древна Гърция.
Във връзка с пандемията от COVID-19 медиците говорят за коронасомния – нарушения на съня, свързани със заболяването. придружено с нарастване на консумацията на сънотворни медикаменти.

## Симптоми
Симптомите на безсънието включват:
- Трудност при заспиване, включително намирането на удобна позиция за сън;
- Събуждане през нощта и невъзможност за връщане към съня;
- Трудност при фокусиране върху ежедневните задачи и при запомняне на неща;
- Прекомерна сънливост през деня, раздразнимост, депресия или безпокойство;
- Умора и ниска енергия през деня.

Често срещано при пациентите, които срещат трудности при записване, е среднощното събуждане, след което заспиването отново е почти невъзможно. Лошото качество на съня може да се дължи, например на синдром на неспокойните крака, сънна апнея или на голямо депресивно разстройство. Нощната полиурия (прекомерно нощно уриниране) може също да нарушава фазите на съня.

## Причини
Симптомите на безсъние могат да са причинени от или да са свързани с:
- Употреба на психоактивни вещества (например стимуланти), включително някои лекарства, билки, кофеин, никотин, кокаин, амфетамин, екстази, метилфенидат, арипипразол, модафинил и други;[16]
- Употреба или абстиненция от алкохол, приспивателни или лекарства против тревожност;[16]
- Употреба или абстиненция от болкоуспокоителни или опиоиди;[16]
- Минала кардиоторакална операция;
- Сърдечно-съдови заболявания;[17]
- Отклонение на носната преграда и нарушения на среднощното дишане;[18]
- Синдром на неспокойните крака;[19]
- Болка, травма или заболяване, което причинява болка, което може да попречи на човек да намери удобна позиция за спане;[20]
- Хормонални промени, като например тези, предхождащи менструация или по време на менопауза;[21]
- Събития от живота, като например страх, стрес, безпокойство, емоционално или душено напрежение, проблеми на работа, финансови проблеми или загуба на близък човек;[19]
- Стомашно-чревни проблеми, като например киселини или запек;[22]
- Психични разстройства, като например клинична депресия, биполярно разстройство, генерализирано тревожно разстройство, посттравматичен стрес, шизофрения, обсесивно-компулсивно разстройство, деменция или синдром на дефицит на вниманието и хиперактивност;[23]
- Нарушения на циркадния ритъм, като например работа на смени или джетлаг;
- Някои неврологични разстройства, като например черепно-мозъчна травма;[24]
- Хипертиреоза;[4]
- Редки генетични заболявания (фатално семейно безсъние);[25]
- Повишено излагане на синя светлина от изкуствени източници, като например телефони или компютри;[26]
- Астма.[27]

Изследванията на съня чрез полисомнография сочат, че хората с нарушен сън имат повишени среднощни нива на кортизол и адренокортикотропен хормон. Освен това те имат повишен метаболизъм. Отворен е въпросът дали тези промени са причина или следствие на дълготрайното безсъние.
Наследствеността на безсънието варира между 38% при мъжете до 59% при жените.

### Рискови фактори
Безсънието засяга хора от всички възрастови групи, но хората в следните групи е по-вероятно да страдат от безсъние:
- Индивиди над 60-годишна възраст;
- История на психични разстройства, включително депресия;
- Емоционален стрес;
- Работа на нощни смени;
- Пътувания през различни часови зони;[3]
- Хронични заболявания, като например диабет, бъбречни заболявания, белодробни заболявания, сърдечни заболявания или болест на Алцхаймер;[31]
- Злоупотреба с алкохол или наркотици;
- Стомашно-чревна рефлуксна болест;
- Тежки пушачи;
- Работен стрес.[32]

## Лечение
Обикновено се препоръчва да се установят медицинските или психологическите причини, преди да се предприеме лечение на инсомния. Когнитивната поведенческа терапия често се предприема като първа стъпка от лечението. Тя се е доказала като ефективна срещу хроничното безсъние. Благоприятният ефект, за разлика от този на лекарствата, може да се задържи и след спирането на терапията.
Лекарствата се използват главно за смекчаване на симптомите на безсънието в краткосрочен план. Ролята им при управлението на хроничната инсомния остава несигурна. Могат да се използват няколко различни вида лекарства. Много лекари не препоръчват да се разчита на приспивателни лекарства за дълготрайна употреба. Важно е да се идентифицират и лекуват другите заболявания, които могат да допринасят към безсънието.